# Gilbert Álvarez
Gilbert Álvarez (Santa Cruz de la Sierra, 7 aprile 1992) è un calciatore boliviano, attaccante dell'Arema e della nazionale boliviana.

## Carriera

### Nazionale
Viene convocato per la Copa América Centenario negli Stati Uniti, in sostituzione dell'infortunato Bruno Miranda.

## Palmarès

### Club

#### Competizioni nazionali
- Campionato boliviano: 2

Wilstermann: Clausura 2016, Apertura 2018
- Liga Nacional B: 1

Guabirá: 2012-2013

#### Competizioni statali
- Campionato Mineiro: 1

Cruzeiro: 2011